# Ján Hrušovský
Ján Hrušovský (pseudonymy Arctur, Karol Egreš a jiné) (4. února 1892, Nové Mesto nad Váhom, Uhersko - 7. března 1975, Bratislava, Československo) byl slovenský spisovatel - prozaik, novinář a esejista.

## Životopis
Narodil se v rodině advokáta a vzdělání získával v Martině a Revúci. Pracoval ve Slovenské bance v Novém Sadu jako účetní. V době 1. světové války se nacházel téměř celou dobu na frontě, po ukončení války pracoval v redakci Slovenského Východu v Košicích, později v Národných novinách v Martině. V roce 1920 odejel na roční studijní pobyt do Itálie, kde působil na velvyslanectví v Římě. Po návratu domů pokračoval v práci pro tisk - byl redaktorem Slovenského deníku v Bratislavě a později také vykonával funkci jeho šéfredaktora. V době 2. světové války pracoval na Úřadu propagandy klerofašistického Slovenského státu, po osvobození nastoupil v roce 1946 do redakce časopisu Sloboda, kde pracoval až do roku 1956, kdy odešel do důchodu.

## Tvorba
Svoji literární kariéru začínal publikováním fejetonů, povídek a žánrových obrázků v různých periodikách. Psal povídky, romány, prozaická díla s autobiografickými prvky, ale také kratší prozaické útvary. Ve svých dílech se vrací k oběma světovým válkám a z potřeby vyrovnat se s jejich následky jak po psychické, tak i po morální a citové stránce. Věnoval se i dobrodružným a historickým románům, ve kterých se vracel k známým osobnostem, vázaným se svojí činností či životem ke Slovensku, a tato díla vydával nejprve na pokračování v různých časopisech, dokud vyšla i knižně jako ucelená díla - často přepracovaná a pod jinými názvy.

## Dílo
- 1919 Zo svetovej vojny, zápisky z východní fronty (v roce 1971 vyšla pod názvem Stála vojna, stála)
- 1920 Takí sme boli… , vzpomínky na dětství
- 1923 Pompiliova Madona, sbírka povídek
- 1925 Zmok a iné poviedky, sbírka povídek
- 1925 Dolorosa, sbírka povídek
- 1925 Muž s protézou, rozsáhlá novela
- 1930 Peter Pavel na prahu nového sveta, román
- 1933 Jánošík, dobrodružno-historický román (vycházel na pokračování v Slovenské politice)
- 1935 František Ferdinand, historický román
- 1935 Dráma na ostrove, román z italského prostředí
- 1936 Verný hrdina, román (knižně vyšel pod názvem Javorový generál)
- 1936 Búrka nad Devínom
- 1937 Neuveriteľný prípad dr. Gallusa, román
- 1938 Dva železné dvory, román (v roce 1972 vyšlo přepracované pod názvem Povesť o dvoch železných dvoroch)
- 1941 Prízrak, detektivní román
- 1942 Sprisahanie proti svetu, dokumentární román (v roce 1969 vyšlo knižně pod názvem Ruže a trón)
- 1947 Starý Martin v živote a ľuďoch
- 1957 Stalo sa v našom mestečku
- 1961 Kariéra, sbírka povídek
- 1962 Pohroma, milostný příběh z období Velké Moravy
- 1963 Umelci a bohémi
- 1966 Čarovný kľúč
- 1968 Rákócziho pochod, román z období kuruckých válek
- 1974 Rozmarné poviedky, sbírka povídek